# Ergophthalmologie
Die Ergophthalmologie ist ein arbeitsmedizinischer Themenkomplex im Bereich der Augenheilkunde. Sie reicht von der Verhinderung von Augenschäden, unter anderem durch geeignete Arbeitsgestaltung (visuelle Ergonomie), bis zur Entwicklung benutzergerechter Hilfsmittel und Werkzeuge (z. B. Software) und Arbeitspsychologie (auch weiter in die allgemeine kognitive Psychologie). Ein wichtiges Feld sind visuell gesteuerte komplexe Arbeitsaufgaben, deren Anforderungen an die optische Wahrnehmung sich durch die Zunahme computergestützter Arbeiten sukzessive erhöhen. Dem steht eine individuelle Reduzierung des visuellen Leistungsvermögens in einer älter werdenden Gesellschaft gegenüber.
Den Begriff der Ergophthalmologie prägte H. J. Merté erstmals 1966 auf dem 20. Internationalen Ophthalmologenkongress in München als „die Disziplin, die sich mit allen Beziehungen zwischen Sehen und Arbeit beschäftigt“. Im Einzelnen führte er folgende Aspekte auf:
- Schädigungen der Augen durch Arbeitsbedingungen und deren Prävention,
- Rehabilitation und Reintegration von Betroffenen in Arbeitsleben und Gesellschaft,
- Einschätzung und Bewertung von Minderungen der Erwerbstätigkeit,
- Versorgung mit Sehhilfen bei Verminderung der Sehleistung,
- Konzeption der Gestaltung von Arbeitsplatz und Sehanforderungen,
- Konzeption und Durchführung von Eignungstests,
- Ausbildung von Fachleuten und Überwachung der Befolgung der relevanten Vorschriften.

Dies schließt große Bereiche dessen ein, was heute als visuelle Ergonomie bezeichnet wird. Diese, eine Teildisziplin der Ergonomie, betrifft, wie Jennifer Long darstellt (Long J, 2014), nicht etwa nur „klassische“ Arbeitsbereiche mit bedeutenden visuellen Arbeitsaufgaben, sondern heute die überwiegende Mehrzahl von Arbeitstätigkeiten, nicht zuletzt auch wegen des flächendeckenden Eindringens der Digitaltechnologien in Produktion und Dienstleistungen. Keine andere Mensch-Maschine-Schnittstelle weist eine solche Dichte auf in Bezug auf Inhalte und Zeitstrukturen, wie sie die visuelle Arbeit enthält.
Das technische Komitee für visuelle Ergonomie der IEA (International Ergonomic Association) definiert visuelle Ergonomie folgendermaßen:
“Visual ergonomics is the multidisciplinary science concerned with understanding human visual processes and the interactions between humans and other elements of a system. Visual ergonomics applies theories, knowledge and methods to the design and assessment of systems, optimizing human well-being and overall system performance. Relevant topics include, among others: the visual environment, such as lighting; visually demanding work and other tasks; visual function and performance; visual comfort and safety; optical corrections and other assistive tools.” (Long J, 2014)
Beide Wissens- und Handlungsbereiche, Ergophthalmologie und visuelle Ergonomie, sind aufeinander bezogen und voneinander abhängig, die Effektivierung ihres Handelns bedarf aber auch der Kooperation mit anderen, wie etwa der Optometrie und der Arbeitspsychologie (siehe Mayer H, 2014). Ihr gemeinsames Ziel, Humanisierung und Optimierung der modernen Arbeit, können sie nur gemeinsam erreichen. Zumindest zur Vervollständigung des wissenschaftlichen Zugangs zu den stetig expandierenden Bereichen der Kopfarbeit ist darüber hinaus die Entwicklung einer Mentalergonomie wünschenswert. Ansätze hierzu sind in Software-, System- und Prozessergonomie schon vorhanden. Bekanntlich sehen wir nicht mit den Augen, sondern mit dem Gehirn, die Augen liefern nur die dafür benötigten Signale.
Im zuständigen wissenschaftlichen Komitee der Internationalen Kommission für Arbeitsmedizin (ICOH) wurde Ergophthalmologie definiert als „wissenschaftlicher Schirm, unter dem die Analyse, Evaluation und das Design einfacher oder komplexer Arbeitssysteme integriert werden in Bezug auf das Verhältnis zwischen visuellen Aufgaben, Ihre Einbettung in die allgemeinen Arbeitsbedingungen und visuellen und Haltungs-Komfort sowie der Arbeitsleistung.“ (Piccoli B et al., 2003).
Das Sehen im Alltag ist komplex, markiert es doch die zentrale Ebene menschlichen Bewusstseins und gleichermaßen den wichtigsten Informationskanal des Menschen. Es setzt ein sicheres Zusammenwirken von Augen, Zentralnervensystem, Bewegungsapparat und Psyche voraus. Seharbeit unter ergonomischen Aspekten zu gestalten, bedeutet, dass die das Sehen bestimmenden Anforderungsebenen in ihrem wechselseitigen Einfluss aufeinander in der Gestaltung von Arbeitsorganisation (Funktionen und Strukturen), bei Computerarbeit vor allem auch der Benutzeroberflächen berücksichtigt werden müssen:
1. Die statischen Sehleistungen, z. B. Sehschärfe und Binokularfunktionen, wie Fusionsbreite und räumliches Sehen. (Diese sind als Seh-Leistungsfähigkeiten zu verstehen, wie sie ohne Zeitdruck in der geforderten Entfernung und Qualität möglich sind)
2. Die dynamischen Sehleistungen. (Als dynamische Sehleistungen sind die Anpassungsleistungen an unterschiedliche Entfernungen, Ortsstrukturen, Licht- und Farbverhältnisse, z. B. Adaptation, Lokaladaption, Akkommodation und Konvergenz, der beiden Augen anzusehen)
3. Die Koordination der Blickziel- und Folgebewegungen als senso-motorische Steuerung von Fixationsverhalten in den verschiedenen Distanzen und Blickrichtungen.
4. Die reflektorischen Steuerungs- und Schutzmechanismen (z. B. Pupillomotorik, Lidschlag, Naheinstellungstrias)
5. Wahrnehmen und Erkennen als neuropsychologischer Vorgang. Wir „sehen“ mit den Seharealen des Gehirns, die Augen liefern nur die dazu benötigten Informationen.

## Wissenschaftliche Herausforderung
Im Vordergrund steht hier eine auf diesem Gebiet ausgewiesene Arbeitsphysiologie,  sie muss neben den Schwerpunktfeldern der Blickmotorik und sensorischen Steuerung auch die neuropsychologischen Vorgänge des Wahrnehmens und Erkennens, insbesondere unter Stressbedingungen etc., integral umfassen.
Hilfreich wäre es, Messverfahren zu entwickeln, die es gestatten, wesentliche Parameter des dynamischen Sehens auf allen Funktionsebenen im Sinne der arbeitsmedizinischen Vorsorgeuntersuchungen einzusetzen.